# 奇姆尼岩國家歷史遺址

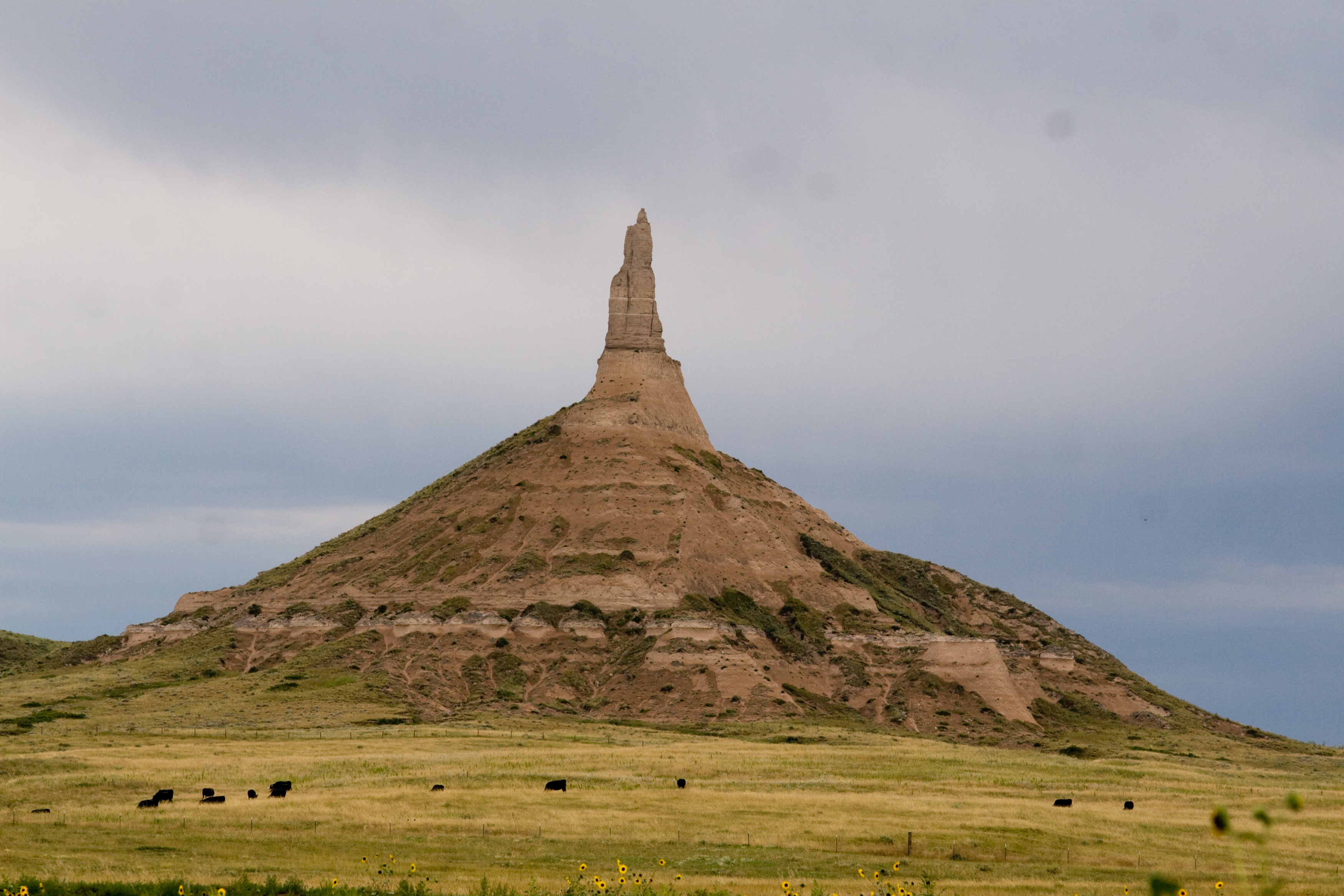

奇姆尼岩（Chimney Rock）是美國的一處著名岩石景觀，位於內布拉斯加州西部的莫勒爾郡。奇姆尼岩高4,228英尺（1,289）。1956年8月9日，奇姆尼岩被指定為美國國家歷史遺址。

## 外部連結
- （页面存档备份，存于） operated by the History Nebraska
- Chimney Rock （页面存档备份，存于） - National Park Service
- Chimney Rock National Historic Site （页面存档备份，存于）. StateParks.com.